# Saint-Symphorien-les-Buttes
Saint-Symphorien-les-Buttes est une ancienne commune française du département de la Manche et de la région Normandie, associée à Saint-Amand du 15 février 1973 au 31 décembre 2016.

## Géographie
Saint-Symphorien-les-Buttes est une commune située au sud du territoire de Saint-Amand.

## Toponymie
Le nom de la localité est attesté sous les formes Sanctus Symphorianus en 1350, Saint Siphorien en 1375. On trouvait aussi dans les écrits le toponyme de Saint-Symphorien de Thorigny.
La paroisse de Saint-Symphorien-les-Buttes était dédiée à Symphorien d'Autun, martyr chrétien du IIe siècle. Saint-Symphorien-les-Buttes s'appelait simplement Saint-Symphorien avant 1921.
Le déterminant -les-Buttes a été ajouté en 1921. En effet, dans la Manche, il existe également Saint-Symphorien-des-Monts et Saint-Symphorien-le-Valois.

## Histoire
Jean-Baptiste de Brébisson (1760-1832), écuyer, sera le dernier seigneur de la Brébissonnière à Saint-Symphorien.
En 1973, Saint-Amand (1 083 habitants en 1968) absorbe La Chapelle-du-Fest (119 habitants) et Saint-Symphorien-les-Buttes (119 habitants également),,, qui ont gardé le statut de communes associées.
La commune disparait le 1er janvier 2017 à la suite de la création de la commune nouvelle de Saint-Amand-Villages. Malgré la possibilité offerte de se constituer en commune déléguée, le conseil municipal a décidé en décembre 2016 sa fusion simple.

## Administration
| Période   | Période       | Identité          | Étiquette | Qualité |
| --------- | ------------- | ----------------- | --------- | ------- |
| 1973      | 1976          | Marcel Auvray     |           |         |
| mars 1977 | décembre 2016 | Bernard Lemeltier | SE        |         |

| Période | Période | Identité      | Étiquette | Qualité |
| ------- | ------- | ------------- | --------- | ------- |
|         |         |               |           |         |
| 1942    | 1944    | Octave Lebrun |           |         |
| 1945    | 1972    | Marcel Auvray |           |         |

## Démographie
| 1793 | 1800 | 1806 | 1821 | 1831 | 1836 | 1841 | 1846 | 1851 |
| ---- | ---- | ---- | ---- | ---- | ---- | ---- | ---- | ---- |
| 162  | 175  | 202  | 218  | 352  | 305  | 303  | 251  | 220  |

| 1856 | 1861 | 1866 | 1872 | 1876 | 1881 | 1886 | 1891 | 1896 |
| ---- | ---- | ---- | ---- | ---- | ---- | ---- | ---- | ---- |
| 212  | 234  | 216  | 209  | 206  | 192  | 182  | 195  | 166  |

| 1901 | 1906 | 1911 | 1921 | 1926 | 1931 | 1936 | 1946 | 1954 |
| ---- | ---- | ---- | ---- | ---- | ---- | ---- | ---- | ---- |
| 179  | 181  | 167  | 142  | 163  | 167  | 151  | 159  | 131  |

| 1962 | 1968 | 1975 | 1982 | 1990 | 1999 | 2008 | 2013 | 2014 |
| ---- | ---- | ---- | ---- | ---- | ---- | ---- | ---- | ---- |
| 132  | 119  | -    | -    | -    | -    | 139  | 152  | 152  |

## Lieux et monuments
- Église Saint-Symphorien des XIe, XVIe – XVIIIe siècles, avec portail et nef romans, tour et clocher du XVIIIe. L'édifice est inscrit au titre des monuments historiques[11] pour sa charpente du XVIe. Sont conservés une statue de femme du XVIe, et de saint Bénignie du XVIIIe, un tabernacle du XVIIIe[3].
- Manoir du Butel du XVIIe siècle. La famille de La Gonnivière, dont Nicolas de La Gonnivière († 1640), écuyer, avocat à Thorigny, en possession du manoir, était inhumé dans le chœur de l'église[3].